# Grupo de Lima
Grupo de Lima refere-se a um agrupamento de chanceleres de países das Américas formado em 8 de agosto de 2017, na capital do Peru, Lima, com o objetivo declarado de "abordar a crítica situação da Venezuela e explorar formas de contribuir para a restauração da democracia naquele país através de uma saída pacífica e negociada". Na ocasião, representantes de 12 países americanos (Argentina, Brasil, Canadá, Chile, Colômbia, Costa Rica, Guatemala, Honduras, México, Panamá, Paraguai e Peru) firmaram o documento conhecido como Declaração de Lima, no qual o grupo definiu sua posição acerca da "situação crítica na Venezuela", condenando a existência de "presos políticos", a "falta de eleições livres" e a "ruptura da ordem democrática na Venezuela". Além disso, o grupo manifesta sua "preocupação com a crise humanitária" venezuelana.
A partir de 23 de janeiro Guiana e Santa Lúcia se juntaram ao grupo. A Bolívia aderiu no dia 22 de dezembro de 2019. Os Estados Unidos, embora não integrem oficialmente o grupo, participam das reuniões. A Argentina se retirou em 2021. No mesmo ano, o Peru, país-sede do grupo, se retirou.

## História

### Declaração de Lima
A Declaração de Lima apresentou metas do Grupo de Lima para tratar da "situação crítica na Venezuela".
| Introdução Estabelece os Estados-membros e delineia as ambições democráticas e não intervencionistas do grupo para encontrar uma solução pacífica para a crise na Venezuela. | Declaração de Lima Declaração Conjunta N.º 007/2017 Os Ministros das Relações Exteriores e Representantes de Argentina, Brasil, Canadá, Chile, Colômbia, Costa Rica, Guatemala, Honduras, México, Panamá, Paraguai e Peru, reunidos na cidade de Lima, em 8 de agosto de 2017, para abordar a situação crítica na Venezuela e explorar maneiras de contribuir para a restauração da democracia naquele país através de uma solução pacífica e negociada; Encorajados pelo espírito de solidariedade que caracteriza a região e pela convicção de que a negociação, com pleno respeito às normas do direito internacional e ao princípio da não intervenção, da não violação aos direitos humanos e da democracia, é a única ferramenta que garante uma duradoura solução para as diferenças; |
| Declarações Destaca as posições e objetivos do Grupo de Lima em relação à crise na Venezuela bolivariana                                                                     | Eles declaram: 1. Sua condenação à ruptura da ordem democrática na Venezuela. 2. Sua decisão de não reconhecer a Assembleia Nacional Constituinte, nem os atos que dela emanem, por seu caráter ilegítimo. 3. Seu total apoio e solidariedade à Assembleia Nacional da Venezuela, eleita democraticamente. 4. Os atos jurídicos que, nos termos da Constituição da Venezuela, requeiram aprovação da Assembleia Nacional, somente serão reconhecidos quando a referida Assembleia os estiver aprovado. 5. Seu forte repúdio à violência e qualquer opção que envolva o uso da força. 6. Seu apoio e solidariedade à Procurador-Geral Luisa Ortega Díaz e aos membros do Ministério Público da Venezuela, e exigem a aplicação das medidas cautelares emitidas pela Comissão Interamericana de Direitos Humanos. 7. Sua condenação à violação sistemática dos direitos humanos e liberdades fundamentais, à violência, à repressão e à perseguição política, à existência de presos políticos e à falta de eleições livres sob observação internacional independente. 8. Que a Venezuela não cumpre os requisitos e obrigações dos membros do Conselho de Direitos Humanos das Nações Unidas. 9. Sua grave preocupação com a crise humanitária que o país enfrenta e sua condenação ao governo por não permitir a entrada de alimentos e medicamentos em apoio ao povo venezuelano. 10. Sua decisão de manter a aplicação da Carta Democrática Interamericana à Venezuela. 11. Seu apoio à decisão do Mercosul de suspender a Venezuela em aplicação do Protocolo de Ushuaia sobre o Compromisso Democrático. 12. Sua decisão de não apoiar qualquer candidatura venezuelana em mecanismos e organizações regionais e internacionais. 13. Seu apelo a que se encerre a transferência de armas para a Venezuela à luz dos artigos 6 e 7 do Tratado de Comércio de Armas. 14. Que, em razão das condições atuais, solicitarão à Presidência Pro Tempore da CELAC e da União Europeia o adiamento da Cúpula CELAC-UE prevista para outubro de 2017. 15. Seu compromisso de seguir a situação na Venezuela, no nível dos Ministros das Relações Exteriores, até o pleno restabelecimento da democracia naquele país e se reunir até a próxima sessão da Assembleia Geral das Nações Unidas, um oportunidade em que podem ser adicionados outros países. 16. Sua disposição a apoiar, urgentemente, e com respeito à soberania venezuelana, todos os esforços de negociação criveis e de boa fé, que tenham o consenso das partes e tenham por objetivo restabelecer, pacificamente, a democracia no país. |

### Eleições venezuelanas de 2018
Em 23 de janeiro de 2018, o Grupo de Lima criticou a decisão da Assembleia Nacional Constituinte da Venezuela de adiantar as eleições presidenciais (geralmente realizadas em dezembro), alegando que tal antecipação  impossibilitaria "a realização de eleições democráticas, transparentes e críveis" e iria contra "os princípios democráticos e de boa fé para o diálogo entre o Governo e a oposição". Segundo alguns, tratava-se de uma manobra para facilitar a reeleição de Maduro. No dia seguinte, os Estados Unidos apoiaram a posição do Grupo, com um comunicado do  Departamento de Estado, segundo o qual as eleições antecipadas "não refletirão a vontade do povo da Venezuela e serão vistas como antidemocráticas e ilegítimas aos olhos da comunidade internacional".
Em fevereiro,  a presidente do Conselho Nacional Eleitoral da Venezuela, Tibisay Lucena, anunciou que o pleito seria realizado em 22 de abril. Mas, após um acordo entre o governo de Maduro e os partidos da oposição, o pleito foi adiado para o mês de maio. Foi anunciado que as Nações Unidas, lideradas por António Guterres, seriam convidadas a enviar uma missão de observadores para acompanhar todas as fases do processo.
Todavia, dias antes da data prevista para as eleições, 20 de maio, o governo do Peru convocou nova reunião do Grupo de Lima, após a qual, o Grupo divulgou um comunicado oficial, condenando a realização das eleições e descrevendo-as como injustas e antidemocráticas. Apoiado pelos Estados Unidos e pela União Europeia, o Grupo de Lima  voltou a insistir no cancelamento do pleito, já avisando que, se a Venezuela mantivesse sua decisão, o resultado da votação poderia não ser reconhecido internacionalmente.
Depois que as eleições fortaleceram a posição do presidente Nicolás Maduro, os 14 países membros do Grupo de Lima chamaram seus embaixadores da Venezuela "para consultas".
Após reunião de 4 de janeiro de 2019, o Grupo decidiu, por maioria dos votos, emitir uma declaração de não reconhecimento do segundo mandato de Nicolás Maduro como Presidente da Venezuela. O México foi o único país a se posicionar contra tal declaração. Brasil, Colômbia e Peru se aliaram na defesa de medidas mais duras contra o governo venezuelano. O Ministro de Relações Exteriores do Peru, Néstor Francisco Popolizio Bardales, organizador do Grupo de Lima, afirmou que a decisão fora tomada em razão de suspeitas de fraudes nas eleições presidenciais de 2018 - que Maduro venceu com 67,8% dos votos válidos, apesar de a Venezuela se encontrar em meio a uma grave crise econômica, política e social. O chanceler da Venezuela, Jorge Arreaza, qualificou como "humilhante e submissa" a atuação dos membros do Grupo de Lima, afirmando que a relação do grupo com os interesses dos Estados Unidos constituíam uma forma de cartel. O secretário de Estado dos Estados Unidos, Mike Pompeo, participou da reunião do Grupo por teleconferência.
Na declaração de 4 de janeiro, os chanceleres, representando os governos de Argentina, Brasil, Canadá, Chile, Colômbia, Costa Rica, Guatemala, Guiana, Honduras, Panamá, Paraguai, Peru e Santa Lúcia, acordaram as seguintes medidas:
A. Reavaliar o status ou o nível de suas relações diplomáticas com a Venezuela, com base na restauração da democracia e da ordem constitucional naquele país, e a necessidade de proteger seus nacionais e seus interesses.
B. Nos termos permitidos por suas leis internas, impedir a entrada de altos funcionários do regime venezuelano no território dos países do Grupo de Lima; elaborar listas de pessoas físicas e jurídicas com as quais entidades financeiras e bancárias de seus países não devem operar ou devem realizar especial verificação de antecedentes, impedir seu acesso ao sistema financeiro e, se necessário, congelar seus fundos e outros ativos ou recursos econômicos.
C. Avaliar, com critérios restritivos, a concessão de empréstimos ao regime de Nicolás Maduro nos organismos financeiros internacionais e regionais de que fazem parte.
D. Suspender a cooperação militar com o regime de Nicolás Maduro, incluindo a transferência de armas à luz dos artigos 6 e 7 do Tratado sobre o Comércio de Armas, bem como avaliar as autorizações de sobrevoo das aeronaves militares venezuelanas em casos de assistência humanitária.
E. Intensificar os contatos com países não membros do Grupo de Lima, a fim de mantê-los informados sobre as ações do Grupo, sobre a gravidade da situação na Venezuela e sobre a necessidade de trabalhar em conjunto para o restabelecimento da democracia naquele país.
F. Com relação ao pedido feito por Argentina, Canadá, Colômbia, Chile, Paraguai e Peru ao Tribunal Penal Internacional para que se investigue o cometimento de possíveis crimes contra a humanidade na Venezuela, instar outros países a apoiar a solicitação e, ao Escritório do Procurador do Tribunal Penal Internacional, a executar com celeridade os procedimentos correspondentes.
G. Instar outros membros da comunidade internacional a adotar medidas semelhantes às acordadas pelo Grupo de Lima contra o regime de Nicolás Maduro para a restauração da democracia.

## Membros
| Integrantes | Período de participação                   |
| ----------- | ----------------------------------------- |
| Argentina   | 8 de agosto de 2017 — 24 de março de 2021 |
| Bolívia     | 22 de dezembro de 2019 — presente         |
| Brasil      | 8 de agosto de 2017 — presente            |
| Canadá      | 8 de agosto de 2017 — presente            |
| Chile       | 8 de agosto de 2017 — presente            |
| Colômbia    | 8 de agosto de 2017 — presente            |
| Costa Rica  | 8 de agosto de 2017 — presente            |
| Guatemala   | 8 de agosto de 2017 — presente            |
| Guiana      | 23 de janeiro de 2019 — presente          |
| Honduras    | 8 de agosto de 2017 — presente            |
| México      | 8 de agosto de 2017 — presente            |
| Panamá      | 8 de agosto de 2017 — presente            |
| Paraguai    | 8 de agosto de 2017 — presente            |
| Peru        | 8 de agosto de 2017 — 7 de agosto de 2021 |
| Santa Lúcia | 23 de janeiro de 2019 — presente          |

### Apoios
O Grupo de Lima  é apoiado por Barbados, Estados Unidos, Granada, Jamaica e Uruguai, que participaram da reunião inicial, e também pela OEA e a União Europeia. A oposição venezuelana também manifestou seu apoio.
O Grupo apoiou as sanções impostas pelo Panamá a autoridades venezuelanas de alto nível, acusadas pelo governo panamenho de lavagem de dinheiro, apoio ao terrorismo e financiamento de armas de destruição em massa. Além disso, o Grupo também defendeu o Panamá quando houve a retaliação por parte do governo bolivariano.